# ISO 3166-2:FM
ISO 3166-2:FM é a entrada para os Estados Federados da Micronésia no ISO 3166-2, parte do padrão ISO 3166 publicado pela Organização Internacional para a Padronização (ISO), que define códigos para os nomes das principais subdivisões (ex., províncias ou estados) de todos  países codificado em ISO 3166-1.
Atualmente, os Estados Federados da Micronésia, ISO 3166-2 códigos são definidos para 4 estados.
Cada código é composto por duas partes, separadas por um hífen. A primeira parte é FM, o código ISO 3166-1 alfa-2 dos Estados Federados da Micronésia. A segunda parte é de três letras. O código de Chuuk (FM-TRK) baseia-se no seu antigo nome, Truk.

## Códigos atuais
Os nomes das subdivisões estão listados como no padrão ISO 3166-2 publicado pelo ISO 3166 Maintenance Agency (ISO 3166/MA).
Clique no botão no cabeçalho da coluna para classificar cada um.
| Código | Nome da subdivisão |
| ------ | ------------------ |
| FM-TRK | Chuuk              |
| FM-KSA | Kosrae             |
| FM-PNI | Pohnpei            |
| FM-YAP | Yap                |